# Lumb
Lumb es una localidad repartida entre los partidos de Necochea y San Cayetano, en la provincia de Buenos Aires, Argentina.

## Toponimia
Lumb recibe su nombre del empresario inglés Edward Lumb, que obtuvo la concesión de las vías para la construcción del Ferrocarril del Sud.

## Ubicación
Lumb se encuentra a mitad de camino entre la Ruta Provincial 86 y la Ruta Provincial 85 a 30 km de San Cayetano y a 30 km de Necochea.
Se ubica sobre las vías del Ferrocarril General Roca en el ramal entre Gardey y Defferrari contando con su estación homónima. Este ramal se encuentra parcialmente desmantelado y la estación sin servicio alguno.

## Población
Durante los censos nacionales del INDEC de 2001 y 2010 fue considerada como población rural dispersa.